# Mattias Swahlberg den yngre
Mattias Swahlberg den yngre, född 16 oktober 1730 i Västanfors socken, död 16 maj 1800 i Filipstad, var en svensk orgelbyggare och organist i Filipstad.

## Biografi
Mattias Swahlberg  föddes 16 oktober 1730 i Västanfors socken. Han var son till klockaren och organisten Mattias Swahlberg den äldre och Ingrid Sahlström. Mellan 1750 och 1761 var han elev i orgelbyggeri hos Jonas Gren och Petter Stråhle i Stockholm.

### Norberg
Swahlberg blev 1761 klockare i Norbergs församling. 1763 var Fredrik Salling elev hos honom. Samma år blev han underkänd i orgelbyggarexamen. 1765 fick Swahlberg privilegium utan examen i bolaget tillsammans med organisten och orgelbyggaren Niclas Söderström. 

### Nora
Swahlberg och Söderström var bosatta mellan 1767 och 1773 på Östaholm i Nora socken, Uppland. De arbetade med renoveringar och byggde nya orglar i Västerås stift och Uppsala stift. 

### Stockholm
Åren 1778–1783 samarbetade han med orgelbyggaren Olof Schwan på Kungsholmen i Stockholm.  Han gifte sig 15 april 1779 i Stockholm med Sara Lisa Swan (född 1758). Samma år fick de sonen Gustaf (1779-1797). 1785 arbetade Swahlberg tillsammans med orgelbyggaren Jonas Ekengren på kvarter Kattfoten nummer 47 i Maria Magdalena församling, Stockholm.

### Enköping
1786 flyttade han från Stockholm till Enköping där han arbetade som orgelbyggare. De bodde på kvarter Back nummer 31.

### Filipstad
Familjen flyttade 1792 till Filipstad. 1797 avlider sonen Gustaf i en ålder av 18 år. Swahlberg avled 16 maj 1800 i Filipstad av slag. Efter Swahlbergs död gifter sig Sara Lisa Swan den 28 juli 1802 i Filipstad med organisten Erik Wikander, Kristinehamn.

## Medarbetare
- 1763 - Fredrik Salling.

- Olof Åkerbom (född 1744 i Enåker). Han var mellan 1786 och 1789 gesäll hos Swahlberg.[22][23] Han var 1790–1795 gesäll hos Swahlberg.[27][28] Han flyttade 1800 till Kristinehamn och blir gesäll hos organisten Erik Wikander (1739–1804).[34][35] 1802 gifte sig Swahlbergs änka Sara Lisa Swan med Wikander.[33] Åkerbom blev 1805 gesäll hos Pehr Schiörlin i Linköping.[36]

- Johan Gustaf Söderberg (född 1761 i Torshälla). Han var mellan 1786 och 1787 gesäll hos Swahlberg.[22][23] Söderberg kom 1786 från Stockholm. Han var 1790 gesäll hos Jonas Ekengren i Stockholm.[37] Han gifte sig samma år med Anna Catharina Åström.[38] Han kom från 1802 att arbeta som snickare.[39]

- Peter Flodberg. Han var 1788 gesäll hos Swahlberg.

- Pehr Fernblad (1767–1841).[40] Han var mellan 1794 och 1798 snickargesäll hos Swahlberg.[27][28] Han gifte sig 1798 med Stina Cajsa Stenmark.[41] De flyttad till Grythyttan och han arbetade där som snickare och bergsman.[42]

### Gesäller tillsammans med Olof Schwan
- 1778–1780 Carl Wester
- 1778 Eric Gavelholm (1746-)
- 1778–1783 Jonas Lindström (1740-)
- 1778–1783 Simeon Granberg (1751-)
- 1780–1781 Jacob Westervik
- 1780–1783 Magnus Lengqvist (1747-)
- 1782–1783 Johan Fredric Rudberg (1760-), lärling 1778–1781
- 1778–1783 Johan Eric Gren (1760-), lärling. Han var son till orgelbyggaren Jonas Gren.
- 1778–1783 Johan Wendelander (1744–1799), lärling

## Orglar
| År              | Ursprunglig kyrka        | Stift     | Bild | Manualer | Pedal   | Stämmor | Bevarad orgel/fasad | Övrigt |
| --------------- | ------------------------ | --------- | ---- | -------- | ------- | ------- | ------------------- | --- |
| 1765            | Uppsala domkyrka         | Uppsala   |      |          |         |         |                     | Renovering tillsammans med Niclas Söderström. |
| 1765            | Västanfors kyrka         | Västerås  |      |          |         |         |                     | En orgel skänktes 1732 av bergsrådet Adolph Christiernin och brukspatron Johan Tim. Den var tillverkad av Daniel Stråhle och hade 9 stämmor. 1765 utökades orgeln med Trumpet 8' av Mattias Swahlberg den yngre.                                                                              |
| 1767            | Danmarks kyrka           | Uppsala   |      |          |         | 10      | Nej/Nej             | Orgeln byggdes tillsammans med Niclas Söderström. Orgeln renoverades och tillbyggdes 1861 av Daniel Wallenström, Uppsala till 12 stämmor. En ny orgel byggdes 1921 av Furtwängler & Hammer, Hannover, Tyskland.                                                                               |
| 1768            | Köpings kyrka            | Västerås  |      |          |         |         |                     | |
| 1769            | Folkärna kyrka           | Västerås  |      | 1        | Bihängd | 13      | Nej/Nej             | Orgeln byggdes tillsammans med Niclas Söderström. En ny orgel byggdes 1853 av Johan Gustaf Ek, Torp. Samma år flyttades Swahlberg och Söderströms orgeln till Slöta kyrka. Orgeln byggdes då om av Johan Nicolaus Söderling, Göteborg. En ny orgel byggdes 1945 av Olof Hammarberg, Göteborg. |
| 1769            | Vika kyrka               | Västerås  |      |          |         | 6       | Nej/Nej             | Orgeln utökades med Trumpet 4'. Orgeln byggdes tillsammans med Niclas Söderström. En ny orgel byggdes 1900 av E A Setterquist & Son, Örebro. |
| 1769            | Östuna kyrka             | Uppsala   |      |          |         | 7       | Nej/Ja              | Orgeln byggdes tillsammans med Niclas Söderström. En ny orgel byggdes 1924 av Furtwängler & Hammer, Hannover. |
| 1770            | Jumkils kyrka            | Uppsala   |      |          |         |         | Ja/Ja               | Byggd tillsammans med Niclas Söderström. |
| 1772            | Kila kyrka, Västmanland  | Västerås  |      | 1        | Bihängd | 8       | Nej/Nej             | Orgeln byggdes tillsammans med Niclas Söderström. Orgeln stod vid den västra dörren i kyrkan. En ny orgel byggdes 1893 av E A Setterquist & Son, Örebro. |
| 1776            | Nora kyrka               |           |      |          |         |         |                     | |
| 1783            | Hökhuvuds kyrka          | Uppsala   |      | 1        | Bihängd | 8       | Ja/Ja               | Orgeln byggdes tillsammans med Olof Schwan. 1857 byggdes orgeln om av Carl Erik Granlund, Enköping. Qvinta 3' och Scharf III byttes då ut mot Fugara 8' och Fleut d'Amour 8'. 1936 konserverades orgeln av Olof Hammarberg, Göteborg.                                                         |
| 1785            | Karbennings kyrka        | Västerås  |      |          |         |         |                     | |
| 1786            | Aspö kyrka, Södermanland | Strängnäs |      |          |         |         |                     | Nybyggnation. |
| 1787            | Skäfthammars kyrka       | Uppsala   |      |          |         |         |                     | |
| 1786–1787       | Vårfrukyrkan, Enköping   | Uppsala   |      |          |         |         |                     | Ombyggnation av äldre orgelverk. |
| 1792 eller 1793 | Irsta kyrka              | Västerås  |      |          |         | 8       | Nej/Nej             | Orgeln byggdes tillsammans med Niclas Söderström. En ny orgel byggdes 1905 av Johannes Magnusson, Göteborg. |
| 1794            | Söderbärke kyrka         | Västerås  |      |          |         |         |                     | |
| 1796            | Filipstads kyrka         | Karlstad  |      |          |         |         | Nej/Ja              | En ny orgel byggdes 1868 av Erik Adolf Setterquist, Hallsberg. |

### Ombyggnationer och reparationer
| År   | Ursprunglig kyrka | Stift    | Bild | Manualer | Pedal   | Stämmor | Bevarad orgel/fasad | Övrigt |
| ---- | ----------------- | -------- | ---- | -------- | ------- | ------- | ------------------- | --- |
| 1758 | Markims kyrka     | Uppsala  |      |          |         | 4       | Nej/Nej             | Swahlberg satte 1758 upp en orgel med 4 stämmor från Danviks Hospitalskyrkan (Danvikshem) i Markims kyrka. En ny orgel byggdes 1828 av Gustaf Andersson, Stockholm. Samma år såldes den tidigare orgeln till Järfälla kyrka. En ny orgel byggdes i Järfälla 1856 av Gustaf Andersson, Stockholm. |
| 1763 | Aspeboda kyrka    | Västerås |      |          |         | 7       |                     | 1631 bygger Müller ett positiv till kyrkan. Orgeln flyttas 1667 och 1740 under kyrkans ombyggnationer. Orgeln renoverades och utökades med trumpet 1763 av Mattias Swahlberg den yngre. 1860 säljs orgelverket till Mockfjärds kyrka, Dalarna. |
| 1767 | Åkerby kyrka      | Uppsala  |      | 1        | Bihängd | 7       | Ja/Ja               | 1767 sattes Swahlberg och Söderström in en trumpetstämma i orgeln. Orgeln var byggd omkring 1650 av Nils Bruce i Tierps kyrka. Orgeln flyttades 1745 till Åkerby av Carl Holm och Anders Holm, Uppsala. 1886 byggdes orgeln av Johan Edberg, Björklinge och tog bort trumpetstämman från 1767. 1929 renoverades och omintonerades orgeln av Carl Richard Löfvander, Enskede. 1979 renoverades orgeln av Nils-Olof Berg, Nye. |
| 1780 | Övertorneå kyrka  | Luleå    |      | 2        |         | 17      | Ja/                 | Swahlberg satte 1780 upp en orgel i kyrkan. Orgeln var byggd för Tyska kyrkan i Stockholm 1609 av Paul Müller, Spandau, Tyskland. Orgeln hade 21 stämmor, två manualer och pedal. 1647–1651 byggdes orgeln om av Georg Hermann, Södertälje. 1781 sattes orgelns ryggpositiv upp i Hietaniemi kyrka. |
| 1784 | Norrbärke kyrka   | Västerås |      |          |         |         |                     | 1784 reparerades orgeln av Swahlberg. Han satte även dit två nya spärventiler. Orgeln approberades och besiktades av rådman Arosin, Säters stad. |
| 1792 | Kumla kyrka       | Västerås |      | 1        | Bihängd | 5       | Ja/Ja               | 1792 reparerades orgeln av Swahlberg. Den var byggd på 1500-talet av en okänd orgelbyggare. Den stod 1630 i Kumla kyrka. Den byggdes om 1739 av Daniel Stråhle , då stora delar av väderlådan, mekaniken och pipverket gjordes nytt. 1775 flyttades orgeln från korläktaren till västläktaren av Jonas Ekengren, Stockholm. 1819 flyttades orgeln till Fröslunda kyrka.                                                      |